# PSO-1

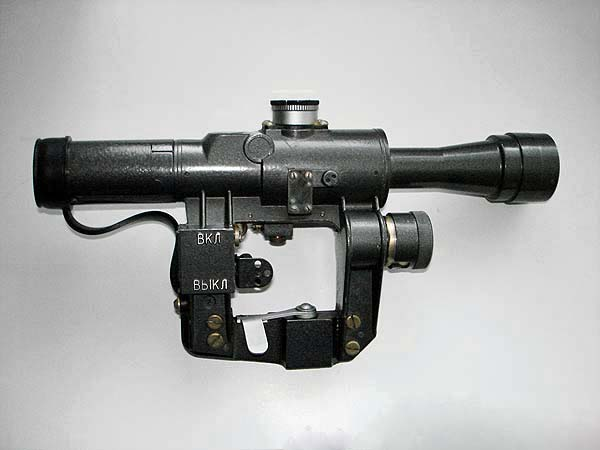
PSO-1M2

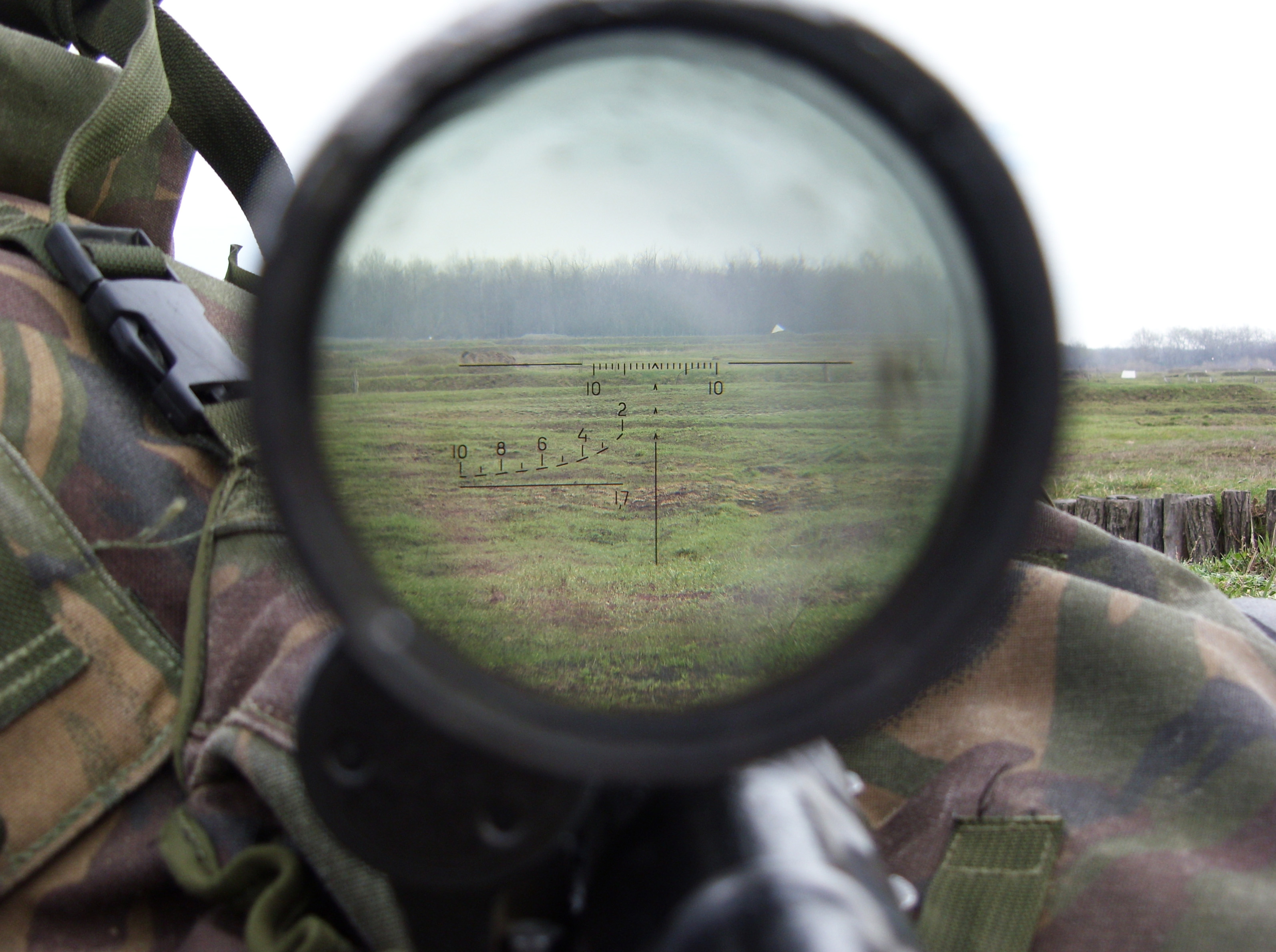
Visione attraverso un PSO-1 montato su un SVD

Il PSO-1 (Pritsel Snaipersky Optichesky, "Mirino ottico da cecchino") è un mirino telescopico sovietico. Alla sua entrata in servizio (1964 circa) fu il più avanzato mirino telescopico progettato per la produzione di massa. È costruito in Russia dalla fabbrica di strumenti Novosibirsk (Impianto Statale Ottico NPZ) ed associato al fucile da cecchino russo Dragunov.

## Specifiche e dimensioni
- Magnificazione: 4x
- Diametro dell'obiettivo: 24 mm
- Angolo di campo: 6°
- Limite di risoluzione ottica: 12 minuti d'arco
- Alimentazione dell'illuminazione del reticolo: 1 batteria AA
- Peso: 0.6 kg
- Dimensioni generali: 375 x 70 x 132 mm (lunghezza - larghezza - altezza)

## Dettagli del design
Il PSO-1 fu specificatamente progettato per l'SVD e per i cecchini scelti dell'esercito. La versione corrente del mirino è la PSO-1M2, differente dal PSO-1 in quanto mancante del sensore infrarosso (ora obsoleto). Considerando gli alti standard dei mirini telescopici sovietici, il PSO-1 è superiore alla maggior parte dei mirini dello stesso tipo.
Il corpo metallico del PSO-1 è in lega di magnesio, sigillato con l'azoto in modo da operare efficacemente tra i -50 °C ed i 50 °C, prevenendo l'opacizzazione delle ottiche. Si basa su componenti professionali: elementi ottici multipli con filtro antiriflesso, una finitura a fuoco per la protezione antigraffio ed un parasole estensibile rapidamente rimovibile. L'ottica del mirino è dotata di un reticolo rosso illuminato da un semplice diodo. Il posizionamento del mirino, a sinistra della linea di fuoco, potrebbe non essere confortevole per tutti i tiratori. Il PSO-1 non dispone né di un controllo della messa a fuoco né di un compensatore di parallasse, così come la maggior parte dei moderni mirini tattici militari (ACOG, C79, SUSAT), concepiti più per scontri a distanza ravvicinata che per i cecchini. Tuttavia i moderni mirini telescopici da cecchino ad alta tecnologia offrono almeno una delle due funzioni.
Il mirino è associato dalla fabbrica ad un Dragunov mediante l'incisione del suo numero di serie sul calcio dell'arma. Sulle versioni commerciali russe Tigr del fucile (basate sull'SVD militare) il numero di serie viene inciso a lato della staffa che accoglie il mirino.

### Torretta di elevazione per la compensazione della caduta del proiettile
L'elevata elevazione del mirino, assicurato su una torretta metallica, compensa la caduta del proiettile a lunga gittata (traiettoria parabolica sotto l'effetto della forza gravitazionale). Gli incrementi di gittata sono pari a 50 o 100 m in un range compreso tra 100 e 1000 m. Per bersagli più distanti il tiratore deve mirare con le freccette presenti sul reticolo, ognuna delle quali varia la traiettoria di 100 m. La taratura del mirino dev'essere effettuata in fabbrica, tenendo conto delle diverse balistiche di fucili e munizioni e della densità dell'aria. Inevitabilmente le circostanze ambientali e meteorologiche introducono errori nei calcoli; l'addestramento dei cecchini li prepara a sparare anche in tali condizioni.
Oltre agli aggiustamenti sulla verticale il tiratore può facilmente controllare sul reticolo la deviazione orizzontale dovuta al vento, senza dover montare altri componenti sul mirino.

### Sistema di montaggio
Il sistema di montaggio proprietario del mirino è concepito per la staffa laterale dell'SVD, detta a coda di rondine (sistema di aggancio tipico delle armi del Patto di Varsavia). Il sistema di aggancio laterale è esterno; il PSO-1 viene posizionato sul lato sinistro e tarato in modo da allinearsi all'asse centrale dell'arma. Un dado a corona avvitato alla base del mirino assicura il montaggio.

### Reticolo

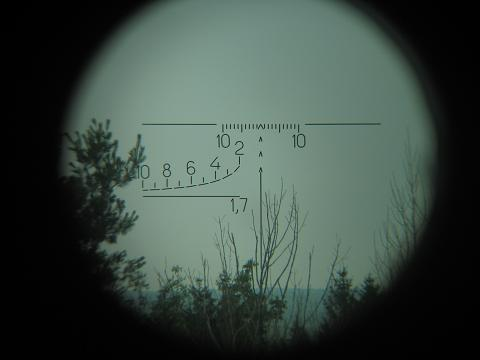
Reticolo di un PSO-1

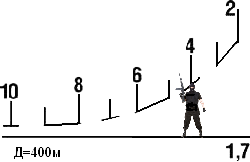
Una persona alta 1.7 m puntata correttamente a 400 m.

La freccetta centrale superiore (^) è l'indicatore di mira principale. I trattini orizzontali servono a calcolare la deviazione del proiettile in caso di vento o di movimento del bersaglio: sono distanziati di 1 milliradiante ciascuno, il che significa che un bersaglio ampio 5 m apparirà ampio 10 trattini a 500 m. Le tre freccette più basse, sulla linea centrale, servono come indicazione per colpire un bersaglio oltre i 1000 m, rispettivamente 1100, 1200 e 1300 m.
Le indicazioni sulla sinistra sono un indicatore stadiametrico utilizzato per determinare la distanza di un bersaglio alto 1.70 m da 200 a 1000 m.
È possibile illuminare il mirino con un piccolo diodo alimentato da una batteria AA.

### Accessori
Col PSO-1 viene fornito un cappuccio montabile sul mirino in modo da ridurre o eliminare la luce diffusa. Il cappuccio serve anche a proteggere le lenti del mirino durante il trasporto o l'immagazzinamento.

## Mirini telescopici simili
- : POSP
- : ZRAK M-76 4x 5°10' / ZRAK ON-M76
- : Type JJJ
- : PSO
- : Type 78
- : LPS 4x6° TIP2 prodotti dall'I.O.R.
- : PSO 4x24M, PSO 6x24M, PSO 6x42, PSO 8x42, PSO 8x42D, PSO 4-8x42D, 1P21 (PO 3-9x42M

## Galleria d'immagini

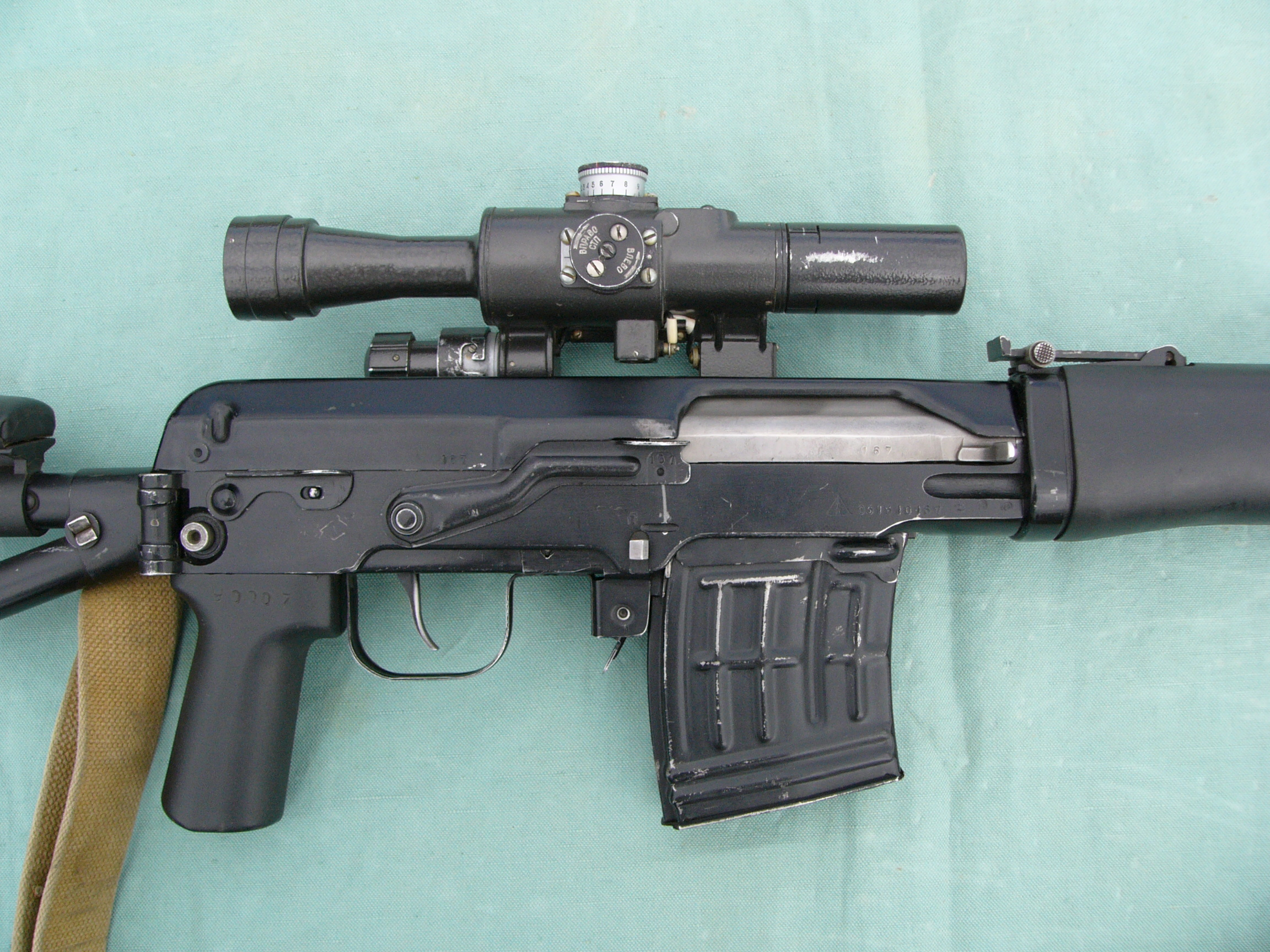
Fucile SVDS con mirino PSO-1.
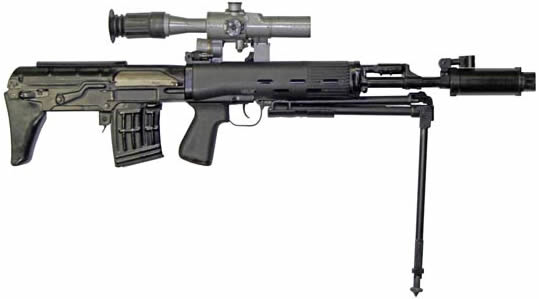
Fucile Dragunov SVU con mirino PSO-1.
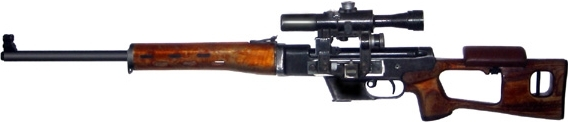
Fucile TSV (Fucile lungo .22, variante dell'SVD) con mirino PSO-1.